# Santiago Tlacochcalco
Santiago Tlacochcalco är en ort i Mexiko.   Den ligger i kommunen Tepeyanco och delstaten Tlaxcala, i den sydöstra delen av landet, 100 km öster om huvudstaden Mexico City. Santiago Tlacochcalco ligger 2 285 meter över havet och antalet invånare är 1 082.
Terrängen runt Santiago Tlacochcalco är platt åt sydväst, men åt nordost är den kuperad. Terrängen runt Santiago Tlacochcalco sluttar västerut. Runt Santiago Tlacochcalco är det mycket tätbefolkat, med 1 463 invånare per kvadratkilometer. Närmaste större samhälle är Tlaxcala de Xicohtencatl, 6,1 km norr om Santiago Tlacochcalco. Trakten runt Santiago Tlacochcalco består till största delen av jordbruksmark.